# LG GM750
LG GM750은 LG전자가 2009년 10월 6일에 출시한 스마트폰이다.